# Ciudad de Móstoles Fútbol Sala
Il Ciudad de Móstoles Fútbol Sala, meglio conosciuto come Móstoles Fútbol Sala, è una squadra spagnola di calcio a 5 con sede a Móstoles.

## Storia
La società è stata fondata nel 1989 come "Futbol Sala Móstoles" e ha raggiunto la División de Honor nella stagione 2000-01, militandovi ininterrottamente per otto edizioni. Il traguardo di maggior prestigio raggiunto dalla squadra castigliana è la finale di Coppa di Spagna del 2007-08. Sopraggiunte difficoltà economiche costringono la società a rinunciare al successivo campionato della massima serie per iscriversi al campionato di 1ª Nacional A. Nell'estate del 2009 si registra il cambio di denominazione in "Ciudad de Móstoles Fútbol Sala" in seguito alla fusione con il Las Rozas Boadilla e lo Sport Mirasierra. 